# أليكس كندريك
أليكس كندريك (بالإنجليزية: Alex Kendrick) هو منتج أفلام وملحن وكاتب سيناريو ومخرج وممثل أمريكي، ولد في 11 يونيو 1970 في الولايات المتحدة.

## أعمال

### أفلام
- (2015) غرفة الحرب

## وصلات خارجية
- أليكس كندريك على موقع IMDb (الإنجليزية)
- أليكس كندريك على موقع روتن توميتوز (الإنجليزية)
- أليكس كندريك على موقع ألو سيني (الفرنسية)
- أليكس كندريك على موقع ميوزك برينز (الإنجليزية)
- أليكس كندريك على موقع تيرنر كلاسيك موفيز (الإنجليزية)
- أليكس كندريك على موقع أول موفي (الإنجليزية)
- أليكس كندريك على موقع بوكس أوفيس موجو (الإنجليزية)
- أليكس كندريك على موقع قاعدة بيانات الأفلام السويدية (السويدية)
- أليكس كندريك على موقع قاعدة بيانات الأفلام السويدية (السويدية)
- أليكس كندريك على موقع ديسكوغز (الإنجليزية)